# Blizzard Entertainment
Blizzard Entertainment és una companyia d'Irvine, Califòrnia dedicada a la creació de videojocs. Des del llançament de Warcraft el 1994 els jocs que ha comercialitzat han sigut un èxit amb gran acceptació pel seu refinament formal, suport tècnic, adaptació a Mac i novetats conceptuals. Aquesta companyia és coneguda per retardar la data de llançament dels seus jocs fins que tenen a la perfecció desitjada. Seguint aquesta política de qualitat ha arribat a cancel·lar una aventura gràfica basada en el món de Warcraft, Warcraft Adventures: Lord of the Clans.
La companyia també administra el servei de joc en línia Battle.net.

## Història
El 2004 la companyia mare Vivendi Universal Games va acomiadar 348 empleats a Nord-amèrica.
El 2006 es va parar el projecte Starcraft: Ghost que portava diversos anys en desenvolupament. Blizzard va argumentar que estava sent desenvolupat per a les consoles PS2, Gamecube i Xbox i davant de l'arribada de la nova generació de plataformes (PS3 i Xbox 360) el joc havia quedat una mica desfasat. Finalment van donar a conèixer que Ghost seria posposat per a posteriors dates. També el 2006 es va anunciar el desenvolupament de l'expansió de World of Warcraft: The Burning Crusade.
El 2007 Blizzard va fer públic el desenvolupament de StarCraft II. Després de 9 anys, la continuació de la saga va implicar nombroses millores tant a nivell gràfic com en jugabilitat. A més, ha estat treballant en la nova expansió del WoW, World of Warcraft: Wrath of the Lich King.
El desembre de 2007 Vivendi Universal, la distribuïdora de Blizzard Entertainment, es va fusionar amb l'empresa de videojocs Activision, pel que va néixer la nova companyia Activision Blizzard.
El 28 de juny de 2008, durant la Worldwide Invitational a París, Blizzard va anunciar el tercer lliurament de la sèrie Diablo.
El 10 de juliol de 2008, Blizzard oficialment va anunciar la seva fusió amb Activision, anunci avançat el desembre del 2007. Blizzard Entertainment, junt amb les altres empreses que formen part de Vivendi Games, s'engloben actualment en una nova organització denominada Activision Blizzard.

## Títols
- The Lost Vikings (1992) - Joc de plataformes
- Rock N' Roll Racing (1993) - Joc de carreres
- Blackthorne (también llamado Blackhawk) (1994) - Joc de plataformes
- The Death and Return of Superman (1994) - Beat 'em up de scroll horitzontal
- Warcraft: Orcs & Humans (1994) - Joc d'estratègia en temps real de fantasia.
- Justice League Task Force (1995) - Joc de lluita un contra un.
- The Lost Vikings II (1995) - Joc de plataformes.
- Warcraft II: Tides of Darkness (1995) - Joc d'estratègia en temps real de fantasia.
- Warcraft II: Beyond the Dark Portal (1996) - Expansió.
- Diablo (1996) - Joc de rol.
- StarCraft (1998) - Joc d'estratègia en temps real de ciència-ficció.
- StarCraft: Brood War (1998) - Expansió.
- Warcraft II: Battle.net Edition (1999) - Rellançament.
- Diablo II (2000) - Joc de rol.
- Diablo II: Lord of Destruction (2001) - Expansió.
- Warcraft III: Reign of Chaos (2002) - Joc d'estratègia en temps real de fantasia.
- Warcraft III: The Frozen Throne (2003) - Expansió.
- World of Warcraft (2004) (2006 Localización española) -Joc de rol multijugador massiu (MMORPG)
- World of Warcraft: The Burning Crusade (16 gener de 2007) - Expansió.
- World of Warcraft: Wrath of the Lich King - (13 de novembre de 2008) Expansió
- StarCraft II - (13 de juliol de 2010) Estrategia en temps real de temàtica de ciència-ficció.
- World of Warcraft: Cataclysm - (7 de desembre de 2010) - Expansió
- Diablo III - En desenvolupament.
- Hearthstone (2014)

## Títols autoritzats
(S'inclouen jocs no desenvolupats per Blizzard però amb la seva autorització sobre els drets d'autor.)
- Diablo: Hellfire (1998) - Expansió.

## Els propietaris de Blizzard
Blizzard ha tingut diversos propietaris des de la seva creació. En 1991 Blizzard pertany a la distribuïdora Davidson & Associates. Més tard, Davidson és adquirida per CUC el 1996 que al seu torn es fusiona amb HFS Corporation el 1997 per formar Cendant Software.
Per problemes de frau, Blizzard va ser venuda a Havas el 1998 i finalment a Vivendi. Davant de les pretensions de Vivendi de posar en venda Bliizard Erich Schaefer, Max Schaefer, David Brevik i Bill Roper pesos pesants dins de Blizzard, van remetre una carta a Vivendi demanant explicacions sobre el futur de la companyia o l'abandonarien. Davant del silenci de Vivendi finalment ho fan el Juliol de 2003.
Recentment, el 2007, Vivendi va adquirir Activision i el 2008 crea la filial "Activision-Blizzard"
Bill Roper (actual responsable de Flagship Studios) era un personatge d'excepcional importància a Blizzard. Ocupava el càrrec de vicepresident i és el pare de la saga Diablo. A més, va prestar la seva veu en la narració de la versió anglesa de la saga WarCraft, realitzant a més la locució dels footman de les tres versions existents.